# Andy Bloch
 (novembre 2014).
Si vous disposez d'ouvrages ou d'articles de référence ou si vous connaissez des sites web de qualité traitant du thème abordé ici, merci de compléter l'article en donnant les références utiles à sa vérifiabilité et en les liant à la section « Notes et références ».
Andy Bloch est un joueur américain de blackjack et de poker né le 1er juin 1969. Aidé de ses ordinateurs et de ses stratégies de décompte des cartes, Andy Bloch fait partie de l'équipe d'universitaires "MIT Blackjack" qui remporte des millions de dollars dans les casinos du monde entier dans les années 1990. Un livre (Bringing Down the House) a été écrit sur cette équipe de joueurs de blackjack réputés.
Après avoir été banni de nombre de casinos, Andy Bloch est depuis un joueur de poker professionnel. Il a notamment fini 2e durant les World Series of Poker 2006 du 50 000 $ H.O.R.S.E..
Il a gagné plus de 4 200 000 $ en tournois de poker.

## Résultats
2001 :
WSOP Stud : 5e (18 430 $)
WSOP Razz : 6e (8 380 $)
2002 :
WPT World poker finals : 3e (102 350 $)
2003 :
WPT L.A. poker classic : 3e (125 460 $)
2004 :
Hot Tex! Tournament : 1er (102 750 $)
2005 :
Ultimate Poker Challenge : 1er (167 500 $)
2006 :
WSOP NLHE : 8e (69 537 $)
WSOP HORSE : 2e (1 029 600 $)
Pro-Am Equalizer Tournament : 1er (500 000 $)
2007 :
NBC National Heads-Up Championship : 5e (75 000 $)
WSOP 2 to 7 Triple Draw : 7e (19 489 $)
WSOP Europe PLO : 8e (43 600 $)
2008 :
Aussie Millions HORSE : 3e (22 000 $)
NBC National Heads-Up Championship : 2e (250 000 $)
WSOP PLHE : 2e (488 048 $)
WSOP Limit HE : 7e (81 968 $)